# Eotmethis holanensis
Eotmethis holanensis is een rechtvleugelig insect uit de familie Pamphagidae. De wetenschappelijke naam van deze soort is voor het eerst geldig gepubliceerd in 1981 door Zheng & Gow.